# WISE J2030+0749
WISE J2030+0749 (= 2MASS J20304235+0749358) is een bruine dwerg met een spectraalklasse van T1.5. De ster bevindt zich 31,73 lichtjaar van de zon.